# Transformers: Super-God Masterforce
Transformers: Super-God Masterforce (トランスフォーマー 超神マスターフォース, Toransufōmā: Chōjin Masutāfōsu) is een Japanse animeserie en speelgoedserie uit het Transformers-franchise. De animatieserie bestaat uit 42 afleveringen en werd uitgezonden van 12 april 1988 t/m 7 maart 1989. De serie is een vervolg op Transformers: The Headmasters, en een van de vier Japanse vervolgseries op de originele serie.

## Ontwikkeling
Met de afsluiting van de Amerikaanse Transformers-serie in 1987 produceerde Japan zijn eigen vervolgserie getiteld Transformers: Headmasters als vervolg op de Amerikaanse serie en om verhaalconcepten die werden gestart in The Transformers: The Movie verder uit te werken. In die serie werden de Headmasters geïntroduceerd. Aan het eind van die serie waren de Decepticons eindelijk van de aarde verdreven, wat de basis vormde voor Super-God Masterforce.
Hoewel deze serie wordt gezien als een voortzetting van de vorige Transformers-series, probeerde hoofdschrijver Masumi Kaneda met Masterforce een nieuwe start te maken. De serie bevat dan ook een compleet nieuwe cast van personages die niet zijn gebaseerd op personages uit de vorige serie. In deze serie waren de robots voornamelijk mensen in robotlichamen.

## Verhaal
Het kernconcept van Masterforce draait om het idee dat de mensheid zichzelf begint te beschermen tegen de Decepticons, in plaats van dit aan de Autobots over te laten. Een aantal mensen gaat de strijd aan met de Cybertronian “Pretenders”, die op aarde zijn gebleven.

## Bewerkingen
De serie werd nagesynchroniseerd in het Engels voor uitzendingen op de Maleisische televisiezender RTM 1 samen met Headmasters en de erop volgende serie, Victory. Deze nasynchronisaties zijn echter bekender van de tijd dat ze werden uitgezonden op de Singaporese satellietzender Star TV. Hier werden de drie serie samengevoegd tot "Transformers Takara".
De serie werd bemachtigd door de Amerikaanse bedenker van de animatieserie Transformers, Sunbow Productions, maar de serie is nooit officieel in de VS uitgebracht. Dit vooral omdat de nasynchronisaties van slechte kwaliteit waren.
De poging om met Masterforce een nieuwe start te maken gaf wat tegenstrijdigheden met de voorgaande series. Zo was de aardse technologie in de serie gewoon alledaags en niet futuristisch zoals in de voorgaande series. Ook veel vragen over de afkomst van de robots in deze serie werden niet beantwoord.

## Personages

### Autobots
Godmasters
- Ginrai - Tractor Trailer (stem: Hiroshi Takemura)
een 19 jaar oude vrachtwagenchauffeur uit Nagano, Japan. Zijn truck kan veranderen in Super Ginrai. Deze robot lijkt sterk op Optimus Prime.
- Godbomber - Assault Trailer
- Lightfoot - Sportauto (stem: Tsutomu Kashiwakura)
- Ranger - Dune Buggy (stem: Yoshitada Ōtsuka)
- Road King - F-1 Racer (stem: Kaneto Shiozawa

Headmaster Juniors
- Gō Shūta/GoShooter - Politiewagen (stem: Yumi Toma)
- Cab - brandweerwagen (stem: Hiroko Emori
- Minerva - Porsche Ambulance (stem: Yuriko Yamamoto)

Pretenders
- Metalhawk - Fighter Jet (stem: Katsuji Mori)
- Lander - Cybertronian ATV (stem: Ryōichi Tanaka)
- Phoenix - Cybetronian Jet (stem: Masato Hirano)
- Diver - Cybertronian Duikboot (stem: Yūji Mikimoto)

Sixchanger
- Sixknight - Drill Tank, Jet, Puma, Assault Gun, Sea Skimmer (stem: Sho Hayami)

Pretender Headmaster
- Grand Maximus (stem: Ikuya Sawaki)

### Decepticons
- Devil Z (Stem: Hidekatsu Shibata): kwaadaardige levensvorm bestaande uit energie. Leider van de Decepticons.

Headmaster
- Black Zarak (stem: Banjō Ginga)

Godmasters
- Overlord (stem: Keiichi Noda)
Decepticon Ambassador of Destruction.
  - Giga (stem: Keiichi Noda)
Vader-figuur van de Decepticons.
  - Mega (stem: Rihoko Yoshida)
Moeder-figuur van de Decepticons. Controls the Mega Jet.
- Hydra - Panavia Tornado (stem: Ken Yamaguchi)
- Buster - F-16 Falcon (stem: Yoku Shioya)
  - Darkwings
De gecombineerde jetvorm van Hydra en Buster.
- Doubleclouder - Missile Tank / Falcon (stem: Takeshi Kusao)

Headmaster Juniors
- Wilder - Weerwolf (stem: Keiichi Nanba)
- Bullhorn - Stier (stem: Kōzō Shioya)
- Cancer - Krabmonster (stem: Yōko Ogai)

Pretenders
- Blood - VTOL Jet (stem: Kōji Totani)
- Dauros - Cybertronian Tank(stem: Daisuke Gōri)
- Gilmer - Cybertronian Submarine (stem: Masaharu Satō)

Seacons
- Turtler - Tortoise (stem: Masato Hirano)
- Overbite - Haai
- Kraken - Pijlstaartrog
- Lobclow - kreeft
- Gulf - Coelacanth
- Tentakil - Octopus
- King Poseidon - Gestalt Warrior (stem: Masato Hirano)

Gunman
- Browning (stem: Kyōko Yamada)
Een huisdiertransformer gegeven aan Cancer door Mega.

Guard Minders:
Handlangers van Black Zarak.
- Black Lorry (stem: Masaharu Satō)
- FastTrack (stem: Hirohiko Kakegawa)

Firecons
- Guzzle - Dinosaurus
- Fizzle - Adelaar
- Jabile - Insect

## Afleveringen
1. Arise, Pretenders!
2. The Destrons' Terrifying Manhunt!
3. The Targeted Jumbo Jet
4. Birth of the Headmaster Jrs.
5. Little Demons Run Wild
6. Showdown in the Wilderness
7. Panic! Protect the Wildlife
8. The Super Warriors, the Godmaster Brothers
9. The Cybertrons are in Danger
10. The Chosen Hero is Ginrai
11. Ginrai's Angry "God On"
12. The Miraculous Friendship
13. Is the Monster Friend or Foe?
14. Destroy Ginrai
15. Super Ginrai is Born
16. Lightfoot - A Dramatic Encounter
17. An Enemy? The Third Godmaster
18. A Powerful Foe - Sixknight the Wanderer
19. Four Godmasters, Assemble
20. The Cybertron Warrior, Sixknight?!
21. Rescue the Girl
22. Lightfoot Finds His Back to the Wall
23. Expose the Destrons' Dark Trap
24. Battle in the Desert
25. Destroy the Godbomber Plan
26. God Ginrai Goes into Space
27. Showdown on the Moon
28. The Psionic Whirlwind
29. Undersea Volcanic Eruption
30. Destroy Godbomber
31. The Final Godmaster
32. Destroy the Cybertron Base
33. The Cybertron Base Explodes
34. Black Zarak, Destroyer from Space
35. The Day of Mankind's Destruction
36. Save Cancer?
37. Showdown at the Destron Undersea Base
38. The New Black Zarak
39. The Reborn Darkwings
40. The Battle for Survival
41. The True Form of Devil Z
42. The Ultimate Battle